# هلاونتس
هلاونتس (به چکی: Hlavenec) یک منطقهٔ مسکونی در جمهوری چک است که در ناحیه پراگ-شرق واقع شده‌است. هلاونتس ۱۴٫۷۲ کیلومتر مربع مساحت و ۳۹۰ نفر جمعیت دارد و ۱۹۵ متر بالاتر از سطح دریا واقع شده‌است.